# 津久見市立保戸島小学校
津久見市立保戸島小学校（つくみしりつ ほとじましょうがっこう）は、大分県津久見市の保戸島にある公立小学校である。

## 沿革
- 1878年（明治11年）9月 - 穂門尋常小学校創立。
- 1914年（大正3年） - 穂門尋常高等小学校となる。
- 1937年（昭和12年）12月 - 現在置に校舎移転。
- 1945年（昭和20年）7月25日 - 保戸島空襲。米軍機の直撃弾を受け教師2名、児童124名、教師の子1名が死亡。校舎及び重要書類を焼失。
- 1954年（昭和29年）
  - 8月 - 宿直室落成。
  - 9月 - 台風12号により2教室が大破。
- 1955年（昭和30年）2月 - 新校舎落成。
- 1965年（昭和40年）10月 - 鉄筋コンクリート造新校舎落成。
- 1967年（昭和42年）11月 - 海水プール（25m）完成。
- 1978年（昭和53年）10月 - 開校百周年事業。校歌作成。
- 1983年（昭和58年）3月 - 新校舎（特別教室4室）完成。
- 1999年（平成11年）9月 - 校舎建築起工式。
- 2000年（平成12年）8月 - 校舎引っ越し。
- 2001年（平成13年）3月 - 校舎・給食室竣工式[1]。

## 通学区域
- 通学区域 - 大字保戸島[2]

保戸島小学校区全域が津久見市立保戸島中学校の通学区域である。